# 바다이야기
바다이야기는 2004년 등장한, 대한민국의 아케이드 게임이다. 2006년 그 중독성과 사행성 때문에 전국적으로 이슈가 되었고, 대표이사가 구속되는 등 문제시되었다.
바다이야기는 스크린 경마 게임을 만들던 회사 에이원비즈에서, 일본의 파칭코 게임인 우미모노가타리 시리즈에 착안하여 만들어졌다. 바다이야기는 2006년까지 게임기가 4만5000여대가 팔리는 등 사업적으로 큰 성공을 했다.
그러나 2005년 말부터 게임의 사행성과 중독성이 지적되어 정부의 단속이 시작되었다. 특히 게임을 하는 플레이어 각각의 당첨 내용을 조작할 수 있다는 것이 언론에 알려지면서 큰 이슈가 되었다.
2007년 1월 19일 서울중앙지방법원은 에이원비즈 차용관 대표와 유통사 지코프라임의 최준원 대표에게 사행행위 규제 위반의 혐의로 각각 징역 1년 6개월을 선고했다.

## 영향
바다이야기의 컨텐츠가 영상물등급위원회의 사전 심의를 받았음에도 사후에 문제가 되었다는 점에서 행정 절차에 문제가 제기되었다. 2006년 4월 입법부와 행정부는 2004년부터 논의 중이었던 게임산업진흥에 관한 법률을 통과시키고 게임물관리위원회를 신설할 법적 근거를 마련하였다. 특히 사행성 우려가 있는 게임에 대해서는 소스코드를 제출하도록 하는 등 사행성이 의심되는 게임에 대한 규제를 강화했다.